# Tribus de Arabia

Caravana árabe nómada.

Las tribus de Arabia o tribus árabes (en árabe: قبائل العرب, qabayil al-'Arab) son los clanes árabes originados en la península árabe y que tradicionalmente la han poblado. Antiguamente la vida en el desierto árabe era difícil sobre todo por la escasez del agua y otros recursos, por lo que la pertenencia y lealtad a una tribu era fundamental para la propia supervivencia. Para los antiguos pobladores de Arabia (la etapa preislámica y antes incluso), que en su mayoría eran beduinos, la tribu era la unidad básica de agrupamiento social, cuyos miembros estaban unidos por lazos de parentesco.
La mayoría eran sociedades nómadas, dedicadas al pastoreo del rebaño (cabra y camello sobre todo) y, en menor medida, el comercio. Ya que los pillajes eran frecuentes, las tribus se agrupaban en enormes caravanas para viajar de un lado a otro del desierto. Antes del surgimiento del Islam (la Hégira fue en el año 622), estas tribus eran fetichistas, es decir, tenían diferentes religiones politeístas en las que se adoraban fetiches. También hubo tribus árabes cristianas y judías.
Las tribus árabes se sustentaban en estructuras fuertemente patriarcales, por lo que el liderazgo de la tribu, la autoridad moral y el derecho a la propiedad se reservaba únicamente a los hombres. También eran sociedades patrilineales, es decir, la continuidad del linaje se realiza por vía paterna, así como adscripción de sus miembros dependía del padre y no de la madre. De hecho las mujeres podían ser entregadas a otra tribu como moneda de cambio, mientras que los hijos varones se consideraban indispensables de conservar para la supervivencia del linaje. 
El jefe de la tribu se denomina sayid (سيد), que era aconsejado por un consejo de ancianos, los cabezas de los diferentes linajes de la tribu. Cada uno tenía a cargo una familia, harén de mujeres e hijos, y podían poseer esclavos.

## Onomástica árabe
Si algo caracteriza los nombres personales árabes, es su extensión. Por ejemplo, el nombre completo de Mahoma es Abū l-Qāsim Muḥammad ibn ‘Abd Allāh ibn ‘Abd al-Muttalib ibn Hāšim al-Qurayšī, o el de Saladino es Al-Nāsir Ṣalāḥ ad-Dīn Yūsuf ibn Ayyūb. Esta tradición patronímica deriva de la antigua organización social en tribus. No fue hasta principios del siglo XX que los nombres árabes comenzaron a hacerse más similares en estructura a los nombres occidentales, aunque con ciertas áreas forman excepciones: por ejemplo, en Malasia, los nombres islámicos siguen un patrón patronímico, al igual que un subconjunto en Afganistán, Pakistán y Bangladés.
Los nombres árabes se pueden dividir en cinco partes (por orden):
- Kunya: abu («padre de») o umm («madre de») seguido del nombre del hijo primogénito. Por ejemplo: Abu Muhammad. Puesto que tener un hijo varón se considera motivo de honor, se le puede llamar así a un árabe si se le desea mostrar respeto.
- Ism: es el nombre de pila.
- Nisba: expresa la afiliación tribal o la ciudad/región de origen. Por ejemplo, al-Qurayshi para los que provienen de la tribu qurayshí.
- Nasab: es el nombre patronímico. Se puede alargar indefinidamente nombrando al padre, al abuelo, al bisabuelo, al tatarabuelo... uniéndolos por Ibn («hijo de»)
- Laqab: es el apodo de la persona. Por ejemplo: Al Mansur «El Victorioso»

## Tradición genealógica árabe
Según la tradición genealógica árabe del siglo XIV, existen tres grandes ramas de árabes:
- Al-Arab al-Ba'ida (العرب البائدة, «árabes extintos»): fueron un antiguo grupo de tribus de la prehistoria entre las que se incluyen los A'ad, los Zamud, los Tasm, los Jadis y los Imlaq entre otros. Se dice que los Jadis y los Tasm fueron exterminados por genocidio. En el Corán se explica que la desaparición de los A'ad y Zamud vino de su decadencia.
- Al-Arab al-Ariba (العرب العاربة, «árabes puros»): los genealogistas árabes están de acuerdo en que los árabes originales provinieron del Yemen y descendían de Ya'rub, a su vez, descendiente de Hud. Ambos árabes qahtanitas.[3][4]
- Al-Arab al-Must'araba (العرب المستعربة, «árabes arabizados», de must'araba proviene también el término español «mozárabe», cristianos arabizados en Al-Ándalus): también llamados árabes adnanitas fueron la progenie de Ismael, el hijo primogénito del patriarca Abraham, de la tribu Jurhum. La tribu Hawazin y Muhammad son considerados árabes adnanitas.[5] Según Parolin, se cree que los adnanitas son los descendientes de Ismael a través de Adnan, pero la tradición del linaje adnanita, no encaja exactamente con el linaje bíblico. Según tradición árabe, a los adnanitas se les llama arabizados porque Ismael hablaba hebreo, pero se casó con una yemení qahtanita de la que aprendió la lengua árabe. Por ello, se considera a los adnanitas descendientes de Abraham. Según Parolin, la historiografía moderna «descubrió la carencia de coherencia interior de este sistema genealógico y demostró que encuentra insuficiente emparejando evidencia».[6]

## Actualidad
En la actual península arábiga sigue existiendo el nomadismo, aunque poco a poco el sedentarismo va ganando terreno, debido a las mejoras tecnológicas que abastecen a la población de recursos y a los esfuerzos del gobierno de Arabia Saudí. En 1964, se estimó que dos tercios de la población de Arabia Saudí era nómada.

## Cráneos de Arabia

Ubicaciones aproximadas de algunas de las tribus e imperios importantes de la Península arábiga en los albores del Islam (aproximadamente 600 d. C.)

Las tribus árabes se agrupan en grandes familias denominadas cráneos árabes (جماجم العرب ǧamāǧim al-ʿarab), a los que, en la tradición genealógica árabe, se les atribuye fuerza, abundancia, victoria y honor.
La razón por la que se les llama «cráneos» es porque que esta se considera la parte «más importante» del cuerpo, o más particularmente, la parte «que dicta». Así pues, de las tribus principales son descendientes las demás tribus árabes. Varios de ellos se ramificaron, para luego convertirse en tribus independientes (subtribus). Estas son:
- Kinanah (بَنُو كِنَاَنَة banū Kinānah)
- Hawazin (هوازن  Hawāzin)
- Tamim (بَنُو تَمِيم banū Tamīm)
- Banu Bakr (بكر بن وائل Bakr bin Wāʔel)
- Azd (ٱلْأَزْد al-Azd)
- Ghatafan (غطفان Ghaṭafān)
- Madhhij (مَذْحِج Maḏḥij)
- Banu Abdul Qays (بنو عبد القيس banū 'Abd al-Qaīs)
- Banu Qays o Banu Al Qays (بني قيس banū Qaīs / بني القيس banū al-Qaīs)
- Quda'a (قضاعة Quḍāʿa)

## Lista de tribus árabes

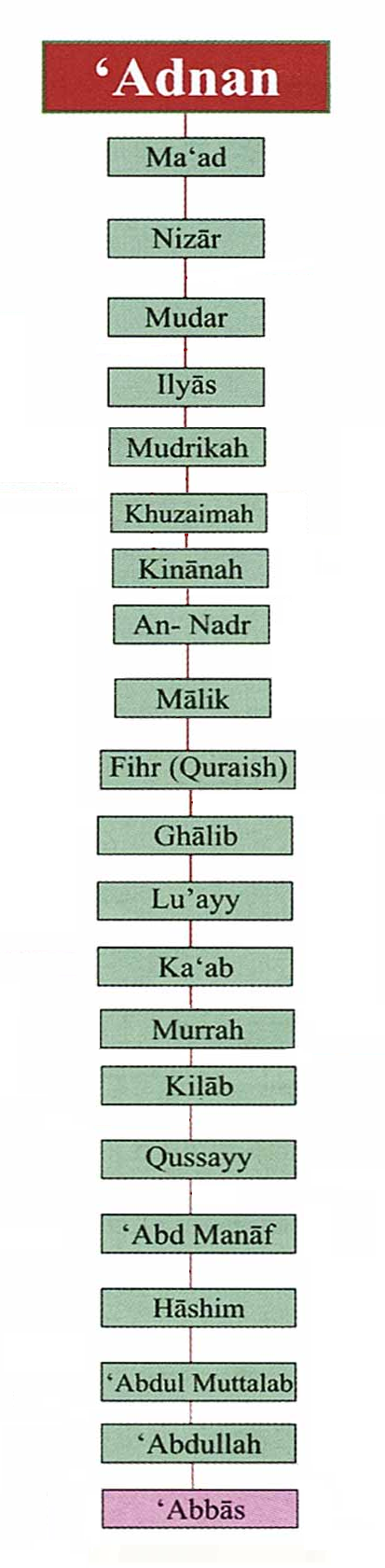
Árbol genealógico de la banu Abbas.

A continuación se muestra una lista parcial de las tribus árabes de Arabia:

### A
- Ababditas o clan ‘Ababda (عبابدة ‘Abābda), del Alto Egipto. Hablan el árabe y el beya.
- Abduljaníes o clan ‘Abd al-Jan (en árabe, عبدالخان ‘Abd al-Ḫān), actualmente en el Juzestán (Irán).
- Abdulqaysíes o clan ‘Abd al-Qays (بنو عبد القيس Banū ‘Abd al-Qays) de la Arabia Oriental.
- Al Qays (القيس)
- Aqilies o casa de Aqili
- Anazaítas o clan ‘Anazah (عنزة ‘Anazah), de los desiertos del Néyed y ash-Shām.
- Uchmanitas o clan ‘Uŷmān (عُجمان ‘Uǧmān)
- Awamiríes o clan ‘Awamir (عوامر ‘Awāmir)
- Awazimís o clan al-‘Awazim (en árabe, عوازم ‘Awāzim), viven en Arabia Saudí y también tienen mucha presencia en Kuwait.
- Azdís o clan Azd (الأزد Al-Azd) 
  - Azd Sharat, que habitaban la Provincia de Asir.
  - Azd ‘Uman, que habitaban en Omán, Basora (Irak) y Jorasán (Irán).

### B
- Baalawitas o clan Ba 'Alawi (السادة آل باعلوي, al-sādah al Bā 'Alawī), originarios de Hadramaut y actualmente esparcidos por los países del Golfo e Indomalasia.
- Bahasaníes o clan Bahasa (باحسن Bāḥasan)
- Balíes o clan Bali (بلي Balī), en áreas de Arabia, el Levante y Egipto.
- Balushis o clan al-Balushi (البلوشي al-Bālushī), cuyo origen se encuentra en los baluchis del sureste sureste de Irán y Baluchistán (en Pakistán).
- Bareiníes (بحارنة Baḥārnat), con un país propio en la actualidad: Baréin.
- Bariqíes o clan Báriq (بارق, Bāriq), en las regiones de Bareq (Arabia Saudí) y Kufa (Irak)
- Boainainitas o clan Bu'ainain (en árabe: آل بو عينين‎, al-Bū'aynayn) son una subtribu de la tribu árabe Bani Tamim, que se encuentran asentados principalmente en la Provincia Oriental de Arabia Saudí, Catar, Emiratos árabes Unidos y Baréin.
  - al-Bū'aynayn al-Muhammad
  - al-Bū'aynayn al-Ali al-nasser
- Bahilíes o clan Báhila (باهلة, Bāhilah), actualmente extintos.

#### Banu
En árabe, banu (بنو) se usa para designar una «tribu» o «clan» (de la misma raíz que ibn o bin, «hijo(s)», «hijo de»). Muchas tribus árabes incluyen banu en su nombre:
- Banu Abbas(بنو العباس)
- Banu Amir (بنو عامر) — del Nejd
- Banu Abs (بنو عبس)
- Banu Adi (بنو عدي)
- Banu Asad (بنو أسد)
- Banu Atiyah (بنو عطيّة)
- Banu Aus (بنو أوس)
- Banu Awf (بنو عوف)
- Banu Amela (بنو عامله)
- Bani Amir (بنو عامر)
- Banu Amr (بنو عمرو)
- Banu Atiyah
- Banu Bahr
- Banu Bakr ibn Wa'il (بنو بكر بن وائل) — de la rama Rabi'ah de las tribus adnanitas
- Banu Bakr ibn Abd Manat
- Banu Dhubyan[15]
- Banu Fazara
- Banu Ghassan
- Banu Udhrah
- Bani Utbah (بنو عتبة)

### D
- Dahaminah
- Al Dahshan — rama de banu Hashim
- Al-Duraji or Al-Bu Duraj (البو دراج)
- Daroditas o clan Darod (دارود Dārūd)
- Dawasir قبيلة (الدواسر)الأزد
- Al-Dhafeer
- Duru
- Darmaki

### F
- Al-Fahmi
- Al-Faifi
- Farahidíes o clan Farahidi (الفراهيدي al-Farāhīdī)

### G
- Gainitas
- Ghamdidíes
- Ghamidíes
- Ghatafaníes
- Banu Ghazan
- Banu Ghifar
- Bin Ghaith
- Banu Gashaam (ال قشعم)

### H
- Hammyar iraq-Jabr Diab
- Hakami
- Humaydah
- Banu Hothail
- Bani Hamida
- Harb
- Banu Harith (الحارثي)

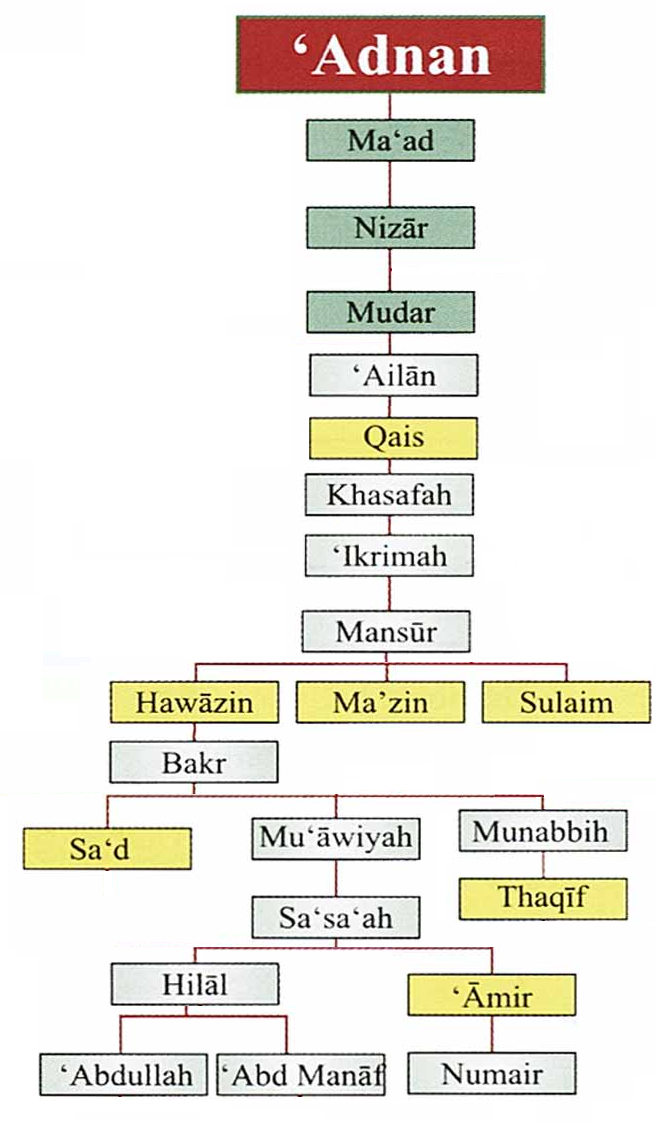
Genealogía de la tribu Hawazin.

- Hashimís o banu Hashim (بنو هاشم), más tarde llamados hachemitas (هاشمي)
- Al-Hawajir Al-Hajri, Banu Hajr
- Banu Hilal
- Hakli (الحكلي)
- Al-Hobaishi (الحبيشي)

### J
- Jaaliníes, al-Jaliyin (جعليون Ǧa'aliūn o الجعليّين al-Ǧa'aliyin) o clan Ja'alin, asentados en el valle del Nilo, concretamente en Nubia.
- Banu Jabar (بنو جبر)
- Al-Jiburi (الجُبور)
- Jalafitas o Banu Jalaf
- Al-Jaidi
- Banu Judham
- Banū Juhaynah (بنو جهينة)
- Banu Jumah
- Banu Jusham

### K
- Banu Kaab
- Kalbitas o clan Banu Kalb (بنو كلب banū Kalb)
- Banū Kanz
- Al-Karim
- Kendah
- Kathiri (الكثيري)
- Al-Kardamayyah (الكردمية)
- Khawaja
- Jaulanitas o clan Jaulán (خولان)
- Juceritas o banu Jucer — clan de la Al Hajaj Tribe
- Banu Khuthayr — rama de los Qahtanitas
- Bani Khalid (بنو خالد)
- Jalifas o clan al-Jalifa (آل خليفة)
- Al-Khalili
- Al-Kharusi
- Banu Khash'am (بنو خثعم)
- Banu Khazraj (بنو خزرج)
- Banu Khuza'a (بنو خزاعة)
- Banu Kinanah (بنو كنانة)
- Kunud

### L
- Banu Lakhm

### M
- Al-Maadeed
- Maqilitas o clan Maqil (المعقل), del Yemen.
- Al Mahara
- Mazari
- Mehríes (المهرة al-Mahrah) o clan Mehri, que habitan primordialmente al oeste de Yemen, al este de Omán y en la isla de Socotra.
- El Mahroky
- Banu Makhzum
- Banu Malik
- Manasir
- Marar
- Al-Murrah
- Al Mushayyakh
- Banu Mustaliq
- Banu Mustafa
- Mutairíes o clan Mutayr (مطير)
- Banu Muttalib
- ✝ Mineos o clan Ma'in (معين Maʿīn), de Arabia del Sur

### N
- Nabateos o al-Anbat (ٱلْأَنْبَاط 'al-ʾAnbāṭ)'
- Na'im
- Al-Nabhani
- Nadiritas o banu Nadir (بنو النضير bānu al-Naḍīr)
- Al-Nahari
- Banu Najjar
- Naqbiyin
- Banu Nawfal
- Al-Noman

### O
- Omeyas o banu Umayyah (بنو أميّة, banū Umayyah)
- Otaibíes o clan al-'Otaibi (العتيبي)

### Q

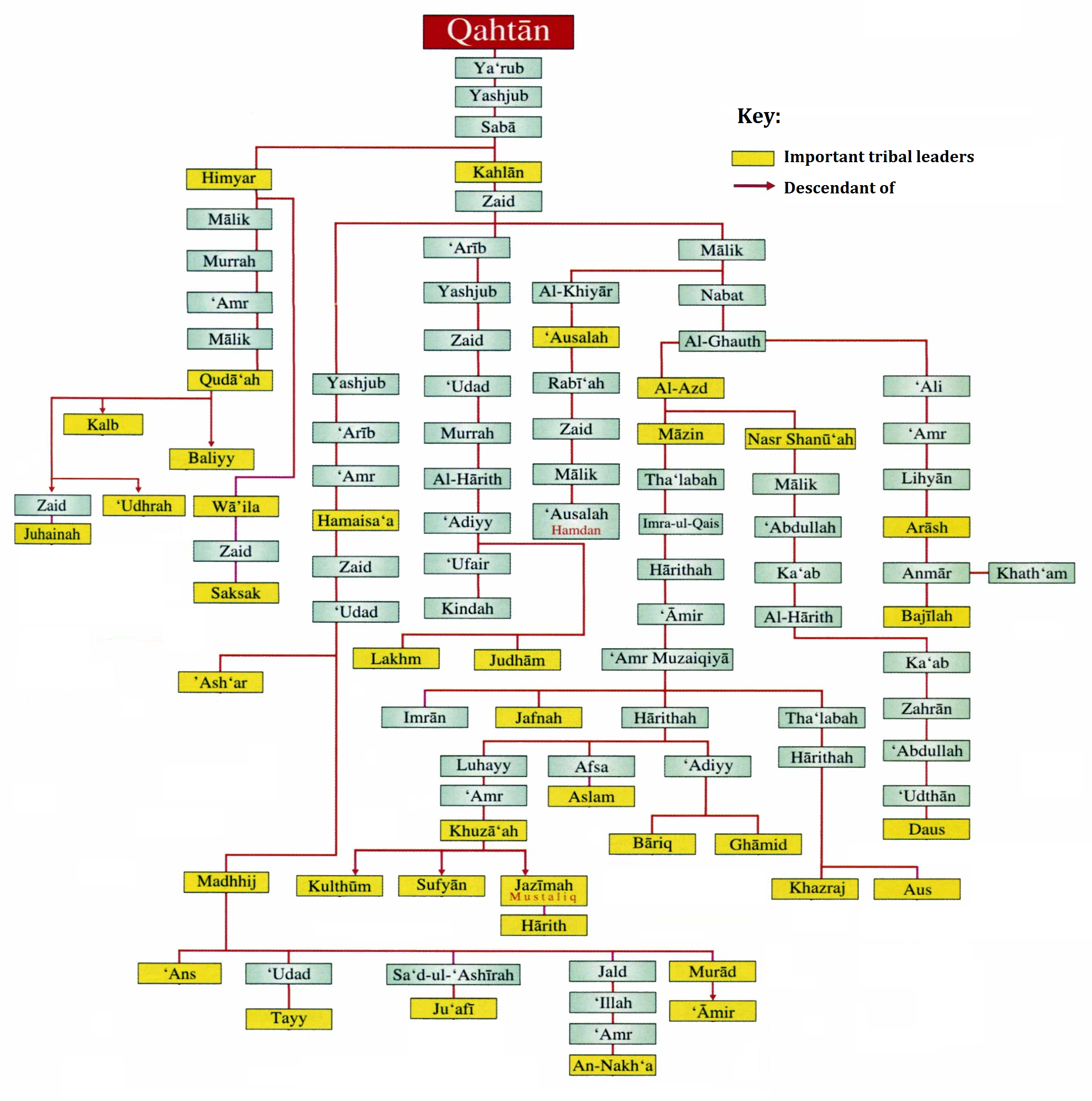
Qahtanitas

- Qaysailanes o clan Qays Aylán (قيس عيلان qaīs 'aīlān), confederación tribal.
- Al Qays (القيس)
- Banu Qaynuqa (بنو قينقاع)
- Bani Qitab
- Banu Quda'a (بنو قضاعة)
- Coraichitas o clan Quraysh  (قريش Quraīsh), tribu que controló La Meca y Medina en la época de Mahoma.
- Coraicitas o Banu Qurayza (بنو قريظة banū Qurayẓa)
- Qedarites
- Qahtanitas o clan Qahtán (قحطان Qaḥṭān)

### R

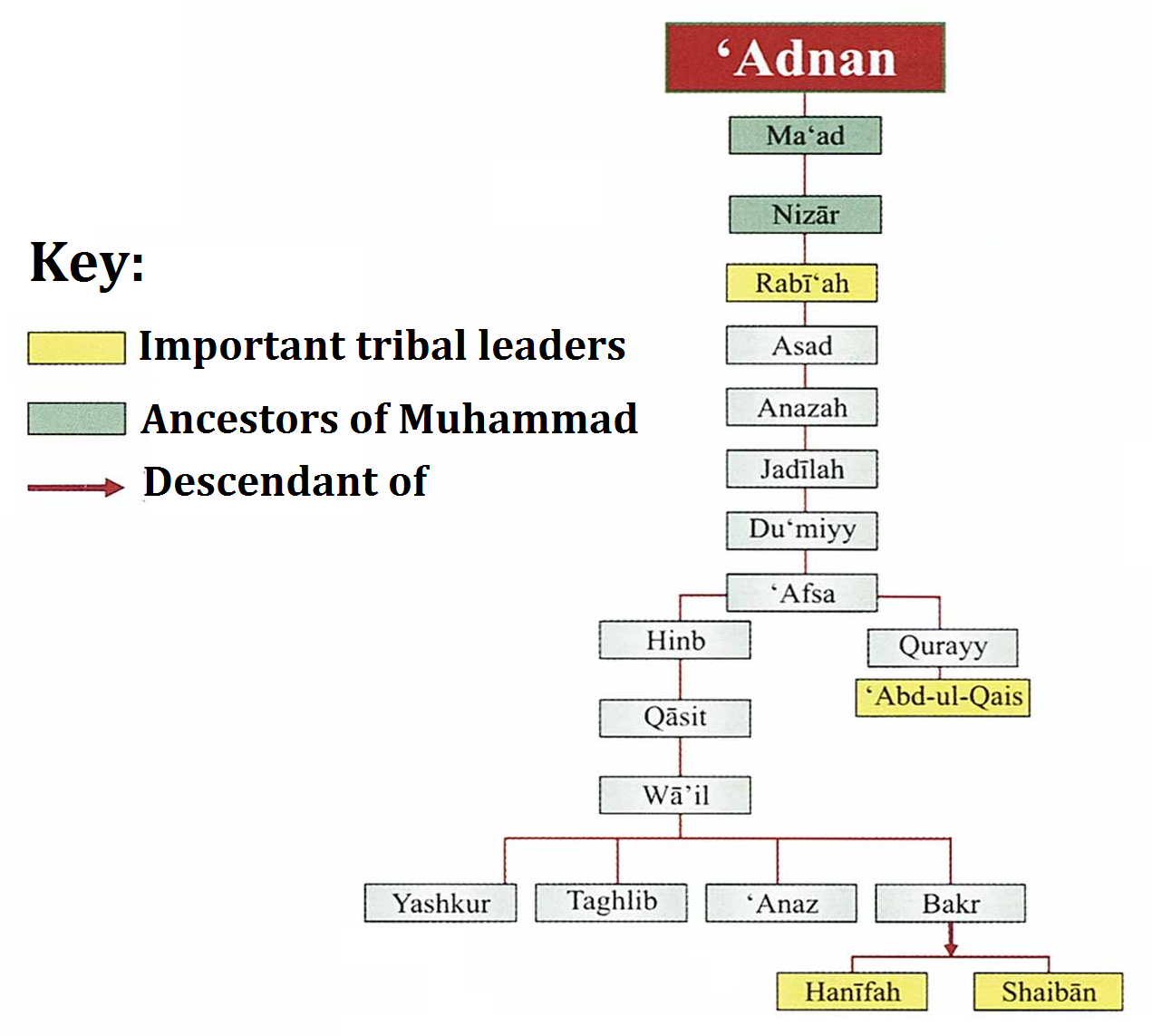
Árbol genealógico de la banu Rabī'a

- Tribus Rabi'ah
- Al Rashd
- AlRashdi (الراشدي)
- Bani Rasheed
- Al Rifa’i

### S
- Sabeos o clan Saba' (سبأيون saba'īūn)[16]
- Sa'ar
- Al-Saeed
- Saudíes o casa de Saúd ()
- Banu Sa'ida
- Sayyid
- Shamran
- Banu Sahm
- Banu Salama
- Al-Salti
- Shahrān (شهران)
- Al-Shabeeb
- Shammaritas o clan Shammar (شَمَّر)
- Al Sharari (الشراري)
- Sharqiyin (الشرقيون), en el emirato de Fuyaira, el más oriental de los Emiratos Árabes Unidos.
- Bani Shehr
- Sheekhaal
- Shihuh
- Shuraif
- Banu Shutayba
- Subay'
- AL-Subaie
- Sulaimíes o banu Sulaym (بنو سليم banu Sulaym)
- Al-Suwaidi
- Al-sahali (السهلي)
- Shaigiya
- Al Sada
- Sudan

### T

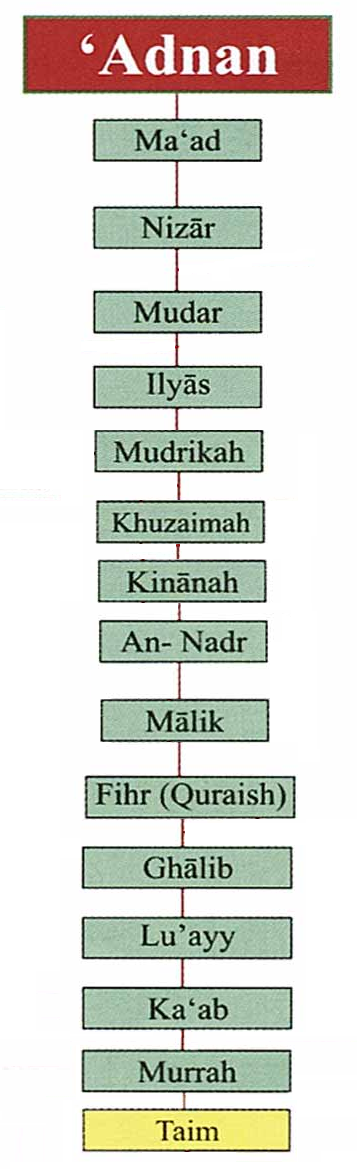
Árbol genealógico de la banu Taym.

- Banu Taym (بنو تيم) — subclán de los Quraysh.
- Banu Taghlib (بنو تغلب) — rama de los Rabī'ah.[15]
- Banu Tamim (بنو تميم)
- Tayyitas o Banu Tayy' (بنو طيء Banū Ṭayy'), en diversos lugares de Oriente Próximo (Arabia, el Levante y Mesopotamia).
- Al-Tuharالطوهر
- Al Tunaij

### U
- Al-'Ubayd
- 'Utaybah (عتيبة)

### Y
- Banu Yam (بنو يام) i— en Naŷrán.
- Yafaíes o clan Yafi (يافعي yāf'i)
- Yasitas o bani Yas (بني ياس)
- Bani Yazid (بني يزيد)

### Z
- Zaabíes (زعاب za'āb), en los actuales Emiratos Árabes Unidos
- Zahranis (زهران zahrān), en la región de Asir
- Zaghabíes (زغب zaġab), en la actual Cisjordania
- Zamudíes (ثمود ṯamūd), clan Zamud o Thamud, antigua tribu del Hejaz.
- Zahríes o banu Zahra
- Zuhríes o banu Zuhrah
- Zaydíes o banu Zayd (بنو زيد)